# 8407 Houlahan
8407 Houlahan eller 1995 ON är en asteroid i huvudbältet som upptäcktes den 25 juli 1995 av den italiensk-amerikanske astronomen Paul G. Comba vid Prescott-observatoriet. Den är uppkallad efter Padraig Houlahan.